# Famille de Moucheron
La famille de Moucheron est une famille subsistante de la noblesse française  d'ancienne extraction, maintenue noble en 1667 sur filiation prouvée remontant à 1447. Elle a adhéré à l'ANF en 1933. 

## Origine
La filiation prouvée de cette famille remonte à Étienne de Moucheron, écuyer, seigneur de Ceuvray et du Boulay, en Normandie, marié vers 1445 à Robine, dame du Boulay.
Une branche de cette famille quitta la Normandie et se réfugia en Hollande pour cause de protestantisme. Pierre de Moucheron, un cadet de cette famille de la noblesse du Perche, devenu protestant, s'est établi au milieu du XVIIe siècle aux Pays-Bas puis en Hollande où il s'est lancé avec succès dans le commerce.
La famille de Moucheron fut maintenue noble en 1667 lors de la Grande enquête sur la noblesse.
Ses membres portent un titre de courtoisie de comte.

## Possessions
La famille de Moucheron a possédé les seigneuries suivantes : Franqueville, Persay, Ceuvray, Le Boulay, Preneau, Kerblenniou, Durcet, Corbin, Chanthierry, La Chevallerie, La Roche, Le Plessis, Le Mesnil, La Meslière, La Vernette, La Brétignière, Le Boulet, Freullemont et Maison-Maugis.

## Personnalités
- Pierre de Moucheron (en) (1508-1567), négociant.
- Balthasar de Moucheron, navigateur, corsaire, marchand et armateur, fondateur de la Compagnie de Moucheron en 1597.
- Hendrick de Moucheron (sv) (1612-1670), homme d'affaires néerlandais-suédois et militaire.
- Frederik de Moucheron (1633-1686), peintre.
- Isaac de Moucheron (1667-1744), peintre, graveur et architecte.

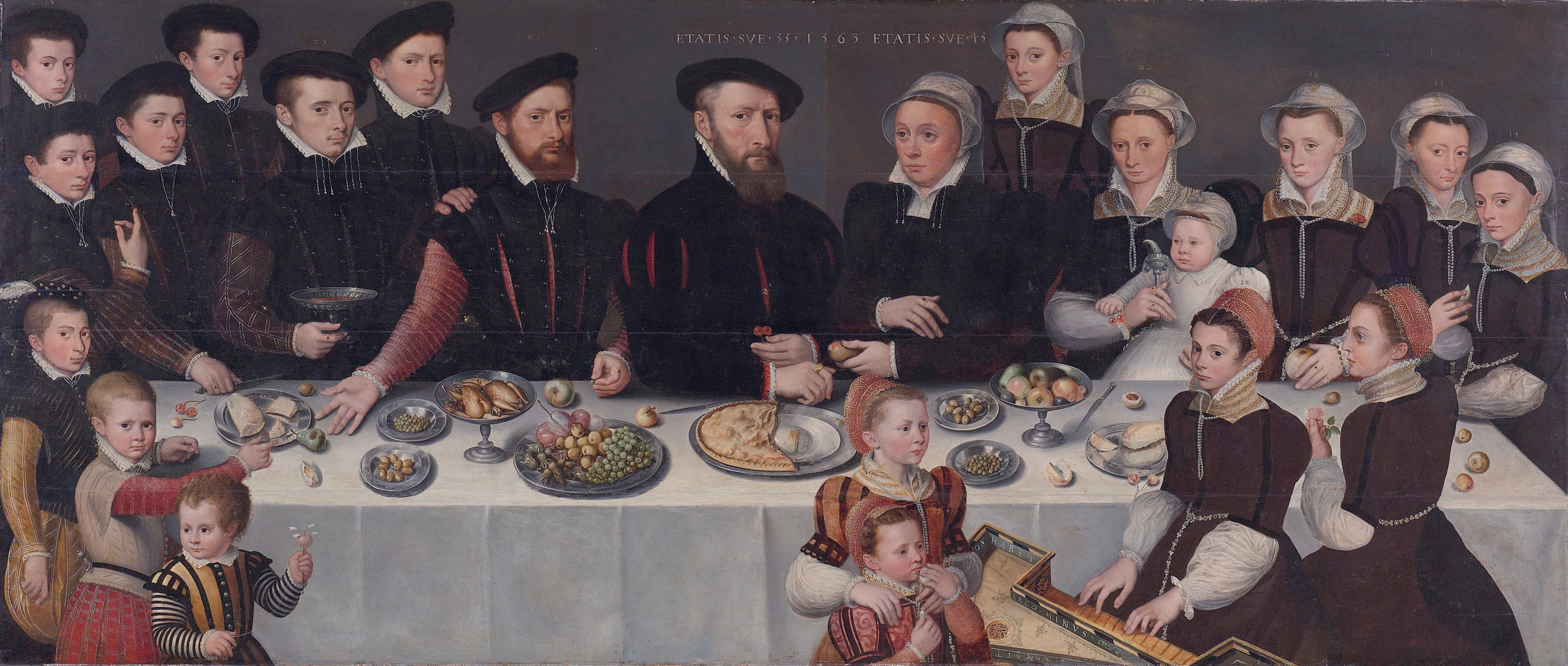
Portrait de la famille de Moucheron (1563).
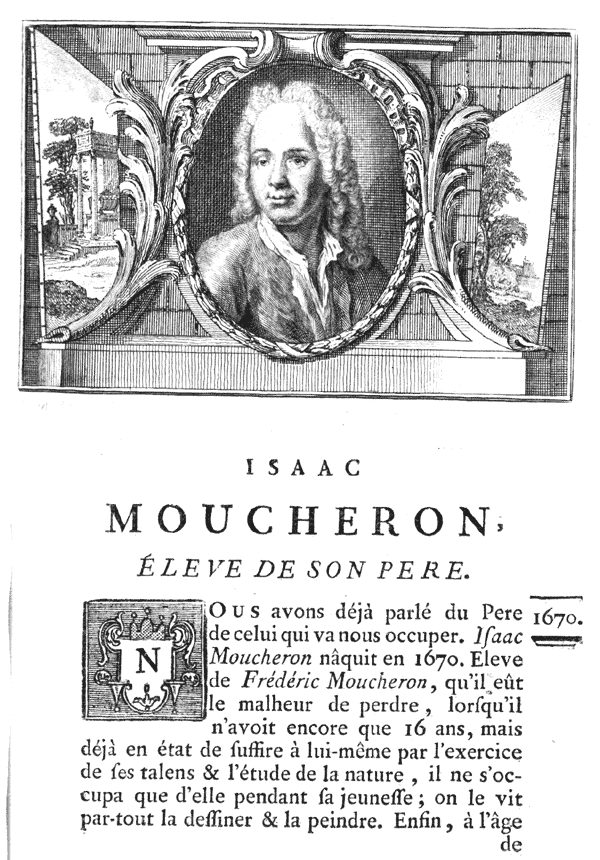
Portrait d'Isaac de Moucheron.

## Armes
D'argent à la fleur de lys d'azur coupée en pal et détachée de toute part.

## Alliances
La famille de Moucheron s'est alliée aux familles : de Chaumont, de Dreux, de Fiennes, de Ferrière, d'Harcourt, du Boulay, Milon, de Coeuvres, Patin, de Bailleul, de Fourneaux, de La Goupilière, de Chambon, Jacquet, de Gerbier, Huon de Kermadec, Le Pontois, Le Gouverneur, Chys, de Rape, de Vicq, van Lille, de Merlevede, Volbout, Van den Peereboom, du Hamel, de Saint-Denis, du Buisson, Sanson de Boisrichard, de Montamant, de Saint-Aignan, de Malard, Rouillère, de Madelines de Portes, de Bellemare, d'Orville, d'Espinay-Saint-Luc, Legrand de Francheu, Langlois de La Boussardière, Le Boulangier, de Vasconcelles, Le Forestier, de Gournay, d'Aureville, Gosselin, de Conches, de Vauré, de Linardière, de Loynes, Baultier d'Indreville, de Cosne du Rouvray, de Courseulles, Le Gendre, de Perrochel, des Courtils de Merlemont, Boussenot du Clos, de Villoutreys de Brignac, Robert de Beauchamp, de Luzy de Pélissac, de Belenet, de Crépy, Asselin de Williencourt, Le Barrois d'Orgeval, de Blauwe, d’Huart, de Feydeau de Saint Christophe, de Prudhomme de La Boussinière, von Mandach, etc.